# Callimetopus illecebrosus
Callimetopus illecebrosus är en skalbaggsart som först beskrevs av Francis Polkinghorne Pascoe 1865.  Callimetopus illecebrosus ingår i släktet Callimetopus och familjen långhorningar.
Artens utbredningsområde är Sulawesi. Inga underarter finns listade.